# الدواعر (أرحب)

تعديل مصدري - تعديل

الدواعر هي إحدى قرى عزلة بني على بمديرية أرحب التابعة لمحافظة صنعاء، بلغ تعداد سكانها 704 نسمة حسب تعداد اليمن لعام 2004.